# تيانجين سيجال
مجموعة تيانجين سيجال للساعات (بالصينية: 天津海鸥) هي شركة لصناعة الساعات تأسست عام 1955م في تيانجين، الصين. وهي أكبر مصنع في العالم لحركات الساعات الميكانيكية، وتنتج ربع إجمالي الإنتاج العالمي من حيث الحجم حسب إحصائية لعام 2007م.

## تاريخها
تأسست الشركة في الأصل كمصنع ساعات تيانجين مع أربعة حرفيين في يناير 1955 بناء على طلب حكومة جمهورية الصين الشعبية. في عام 1990، تم منح مصنع ساعات تيانجين وضع شركة وطنية، وفي عام 1992، تم تأسيس شركة تيانجين سيجال كوربوريشن. في نفس العام، تم اتخاذ قرار بوقف إنتاج الساعات الميكانيكية لصالح ساعات الكوارتز؛ وبعد خمس سنوات، عادت الشركة عن هذا القرار. منذ ذلك الحين تنتج الشركة حركات وساعات ميكانيكية حصراً.
في عام 2000، تم عرض ملكية مجموعة تيانجين سيجال ووتش على الجمهور، وتم افتتاح مكتب تمثيلي لها في هونغ كونغ في عام 2003. في عام 2010، انتقلت الشركة إلى مرافق إنتاج وإدارة جديدة بالقرب من مطار تيانجين.

## العلامات التجارية
استخدمت الأسماء التجارية التالية للساعات التي أنتجتها تيانجين سيجال.
| اسم العلامة التجارية | الفترة                |
| -------------------- | --------------------- |
| وكسينج               | 1955 - 1958           |
| وويى                 | 1958-1966             |
| دونغ فنغ (ريح الشرق) | 1966-1974             |
| سيجال (نورس)         | 1974 إلى الوقت الحاضر |

## صالة عرض

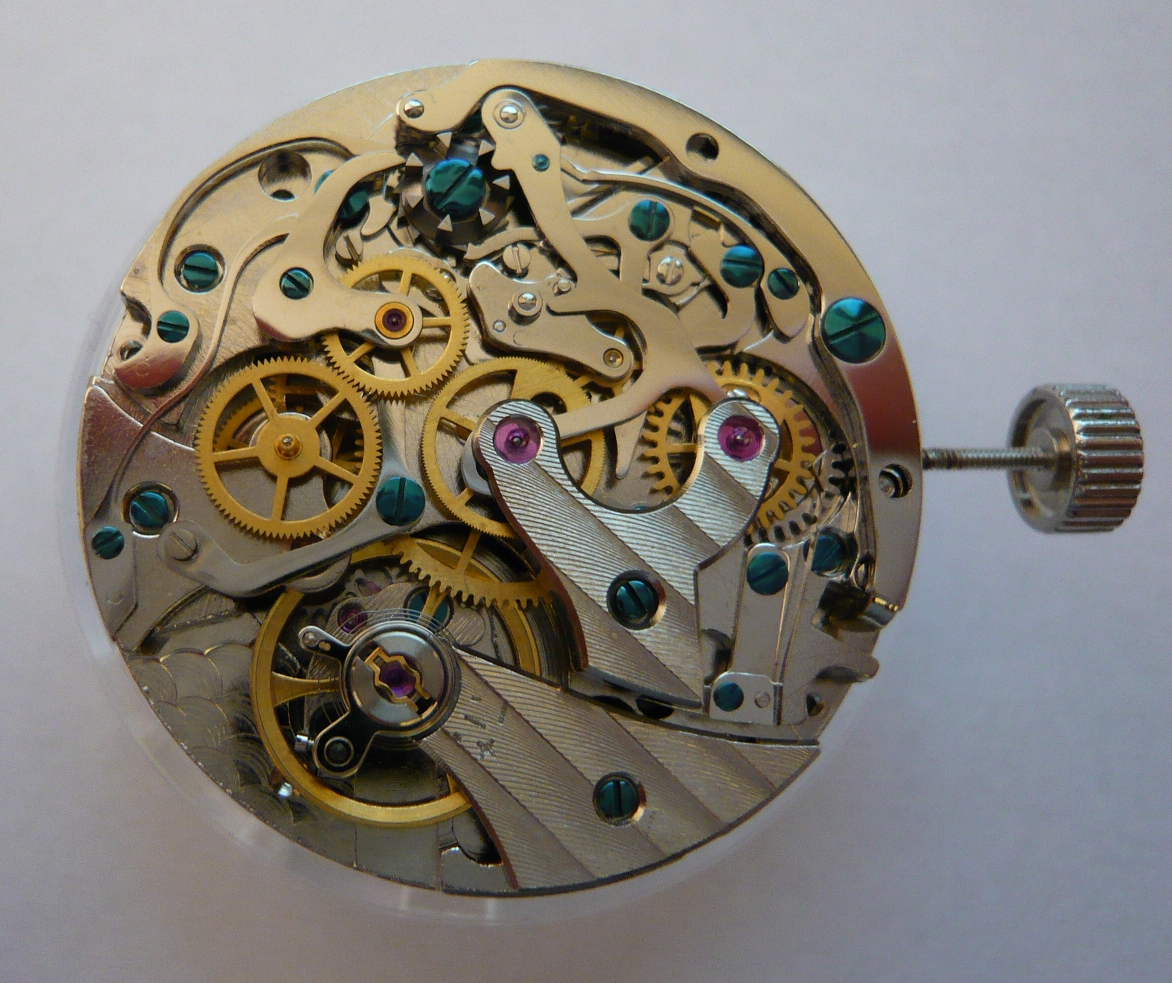
حركة كرونوجراف ST19 أنتجتها مجموعة تيانجين سيجال
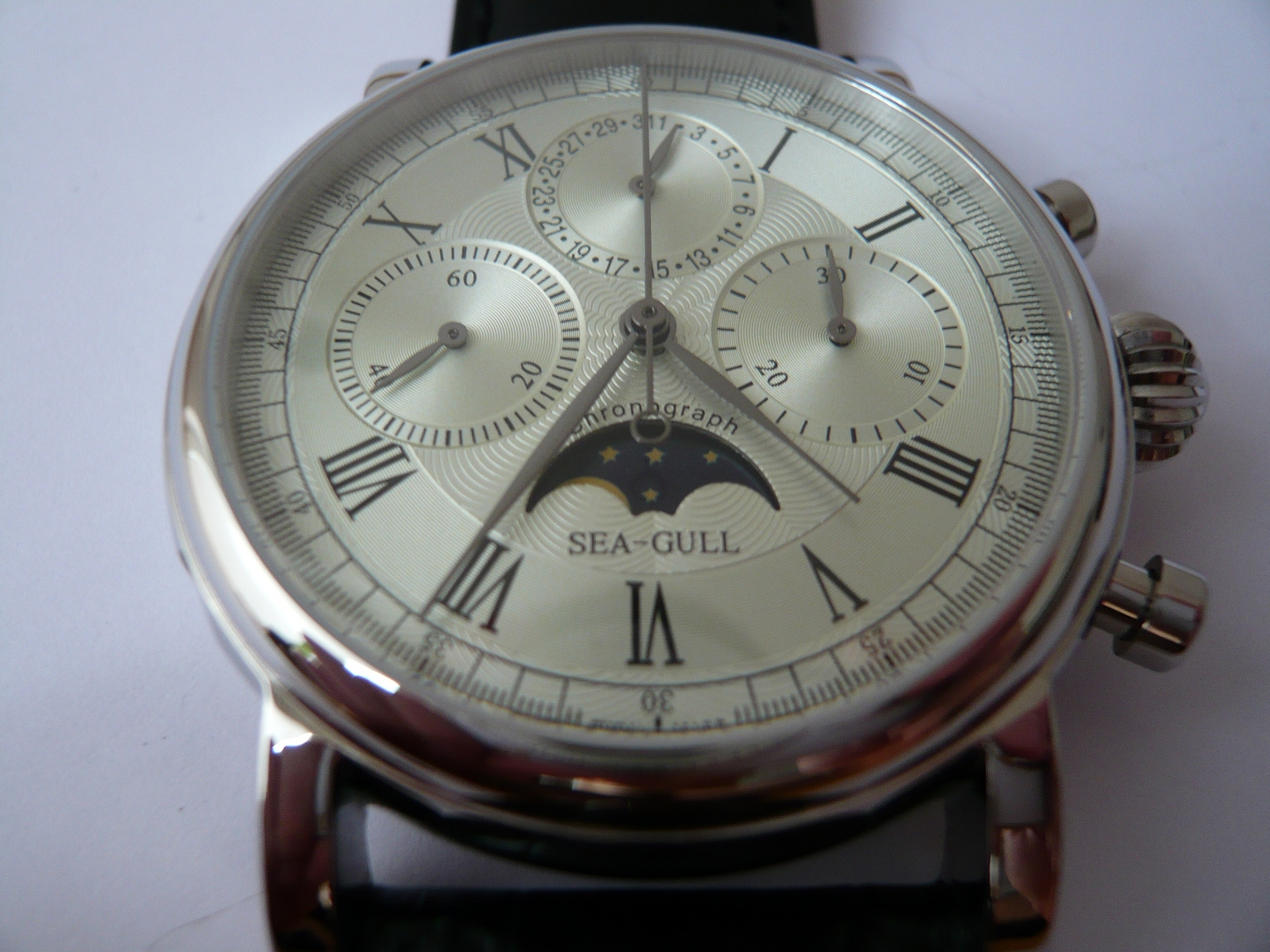
ساعة يد ماركة سيجال
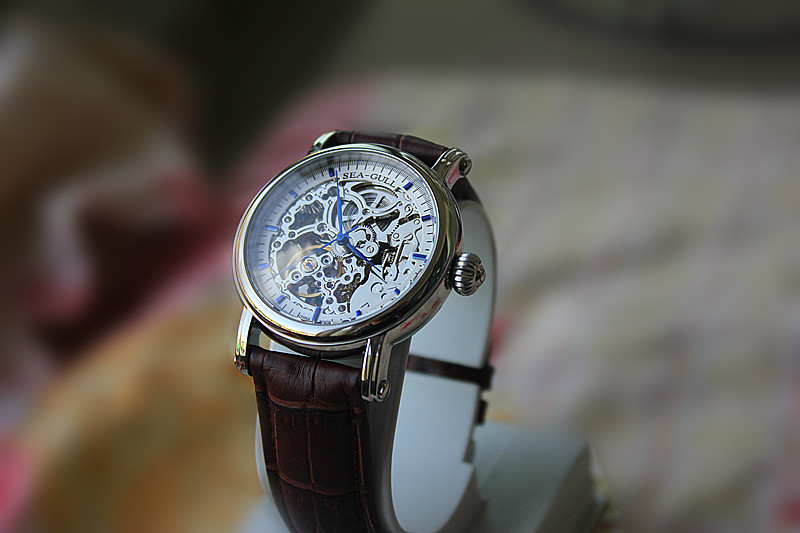
ساعة سيجال حديثة موديل M182SK